# Kościół Matki Boskiej Bolesnej i św. Wojciecha w Opolu
Kościół Matki Boskiej Bolesnej i św. Wojciecha, tzw. kościół „Na Górce” – najstarsza rzymskokatolicka świątynia parafialna, położona przy pl. Kopernika 12 w Opolu. Kościół należy do Parafii Matki Boskiej Bolesnej i św. Wojciecha w Opolu w dekanacie Opole, diecezji opolskiej. Jest to budowla gotycka z barokowym wnętrzem i neoromańską fasadą.
3 września 1954 roku, pod numerem 125/54 kościół został wpisany do rejestru zabytków województwa opolskiego.

## Historia

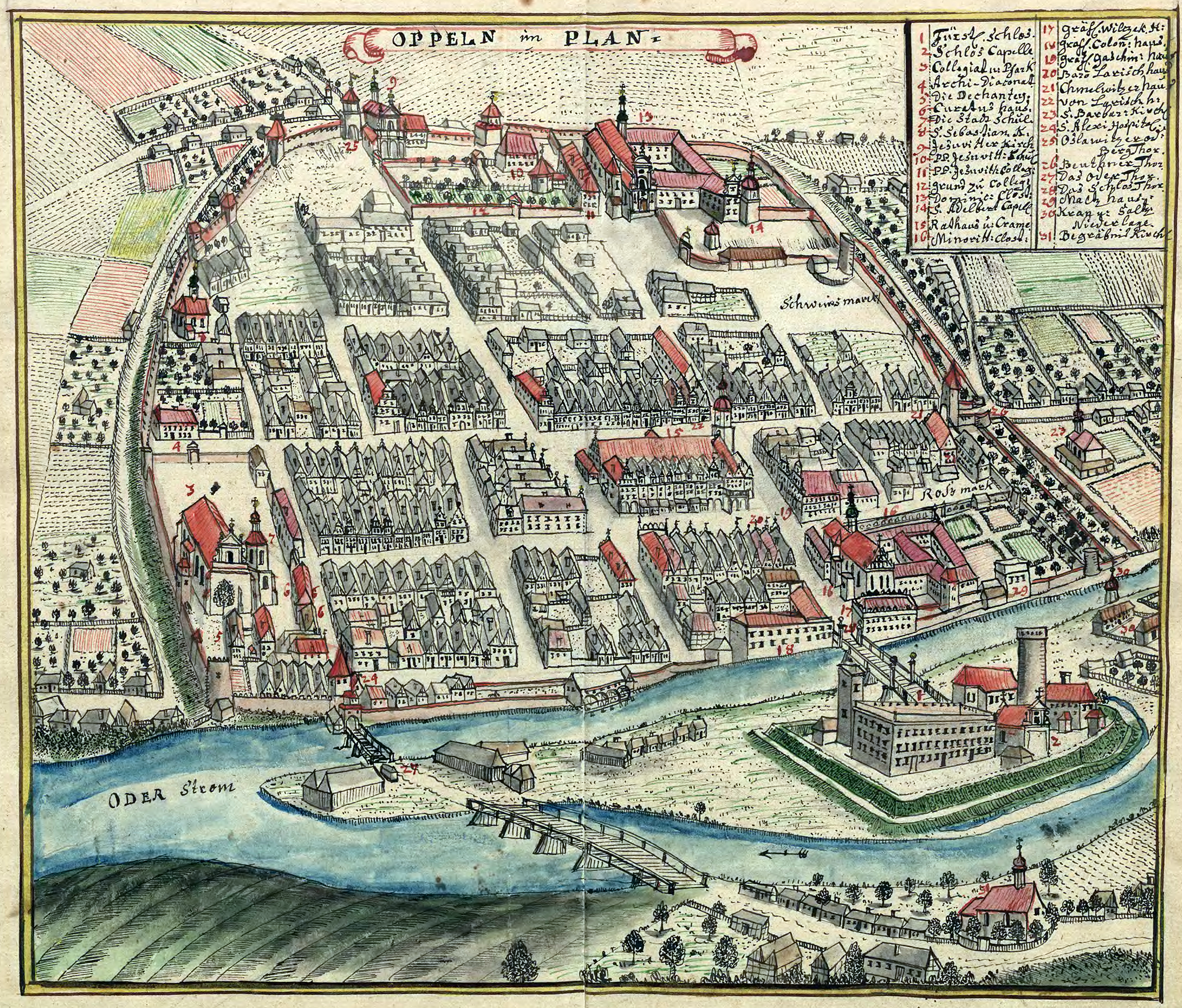
Plan miasta Opola z około 1770 roku z klasztorem dominikanów

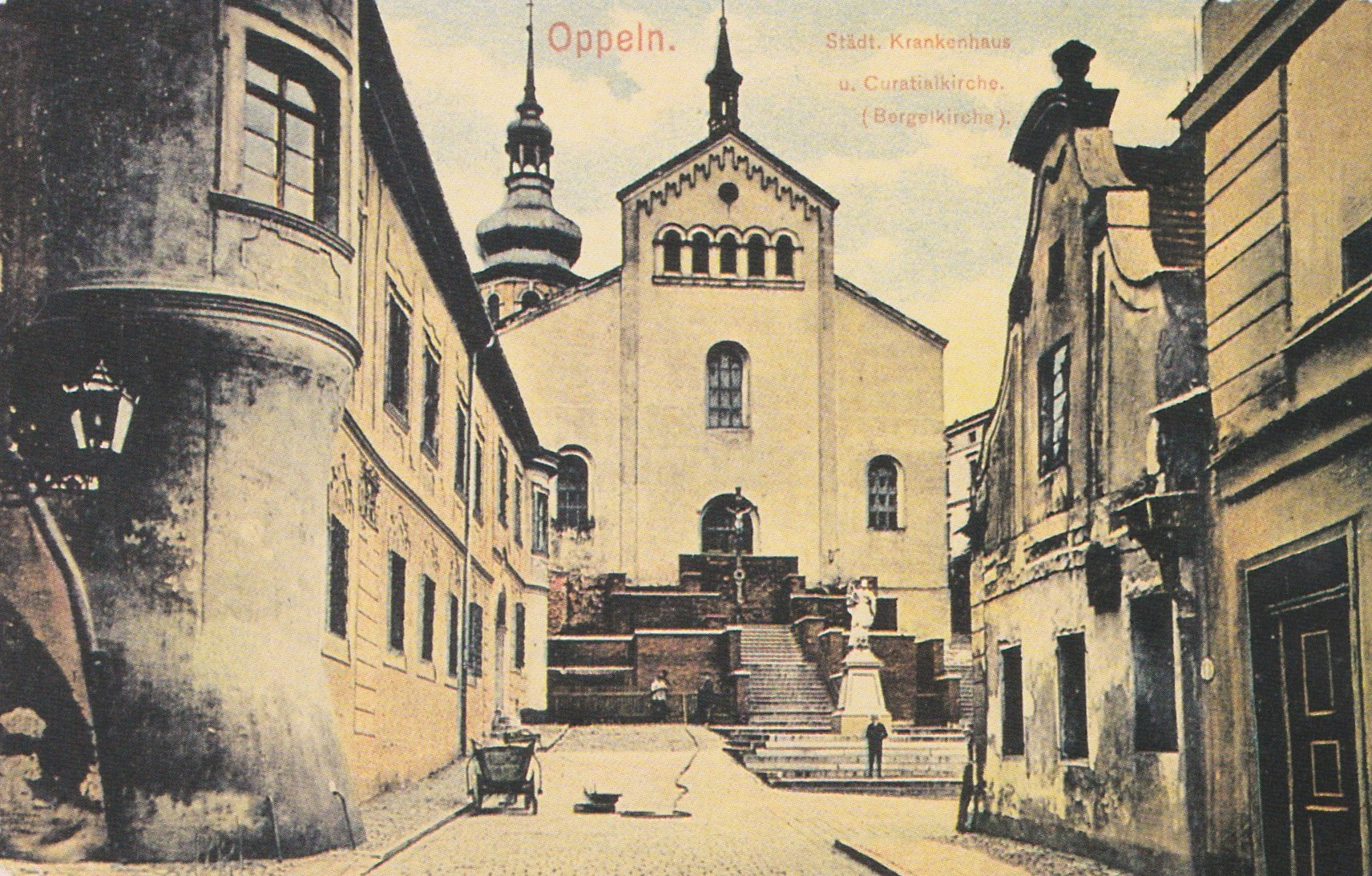
Kościół w 1910 roku

Kościół pochodzi z X wieku, który według legendy wybudowano w miejscu żarliwych kazań św. Wojciecha. W latach 1254–1295 pełnił funkcję kościoła parafialnego, a od 1304 do 1810 roku należał do dominikanów. Od 1923 roku ponownie pełni funkcję kościoła parafialnego. Początkowo znajdował się w jego miejscu kościół drewniany dominikanów, sprowadzonych do Opola w XIII wieku. W 1399 roku zbudowali oni kościół z cegły, w stylu gotyckim, który poświęcono w 1430 roku – nosił wówczas wezwanie Matki Boskiej i świętych Wojciecha, Jerzego, Dominika i Anny. W 1530 roku został przejęty przez ewangelików, następnie na rozkaz cesarza został zamknięty. Dominikanie odzyskali go w 1604 roku. W XVII wieku świątynia została zniszczona przez pożar, a następnie przez wojska szwedzkie podczas wojny trzydziestoletniej. W 1739 kościół przebudowano w stylu barokowym, pozostawiając północną nawę gotycką. W 1810 roku dobra zakonne zostały sekularyzowane, kościół stał się magazynem i częścią szpitala. Od 1820 roku ponownie zaczęto odprawiać nabożeństwa, a kościół został filią parafii św. Krzyża w Opolu. W 1875 roku dobudowano wieżę, wymieniono też dach. W latach 30. XX wieku przebudowano schody od strony rynku, ścianę frontową i wejście, jednocześnie podnosząc poziom posadzki o 1 metr. Wówczas także zbudowano główny ołtarz oraz stacje drogi krzyżowej, powiększono okna. Po II wojnie światowej dawna zakrystia została wyłączona z terenu szpitala i powróciła do kościoła, stając się kaplicą Matki Boskiej Częstochowskiej.

## Wyposażenie
- Tryptyk z XIV wieku „Niepokalana Matka” w otoczeniu świętych męczennic: Agnieszki, Barbara, Cecylii, Katarzyny.
- Obraz z XVII wieku w ołtarzu głównym przedstawiający legendarny pobyt św. Wojciecha w Opolu.
- Obraz z XVII wieku przedstawiający Niepokalane Poczęcie NMP, przywieziony przez repatriantów z kolegiaty w Stanisławowie.
- Barokowa tzw. kaplica częstochowska, prawdopodobnie z XVII wieku; obraz MB Częstochowskiej z Brodów (diecezja lwowska).
- Kopia obrazu Matki Boskiej Piekarskiej z I połowy XIX wieku[4].

## Galeria

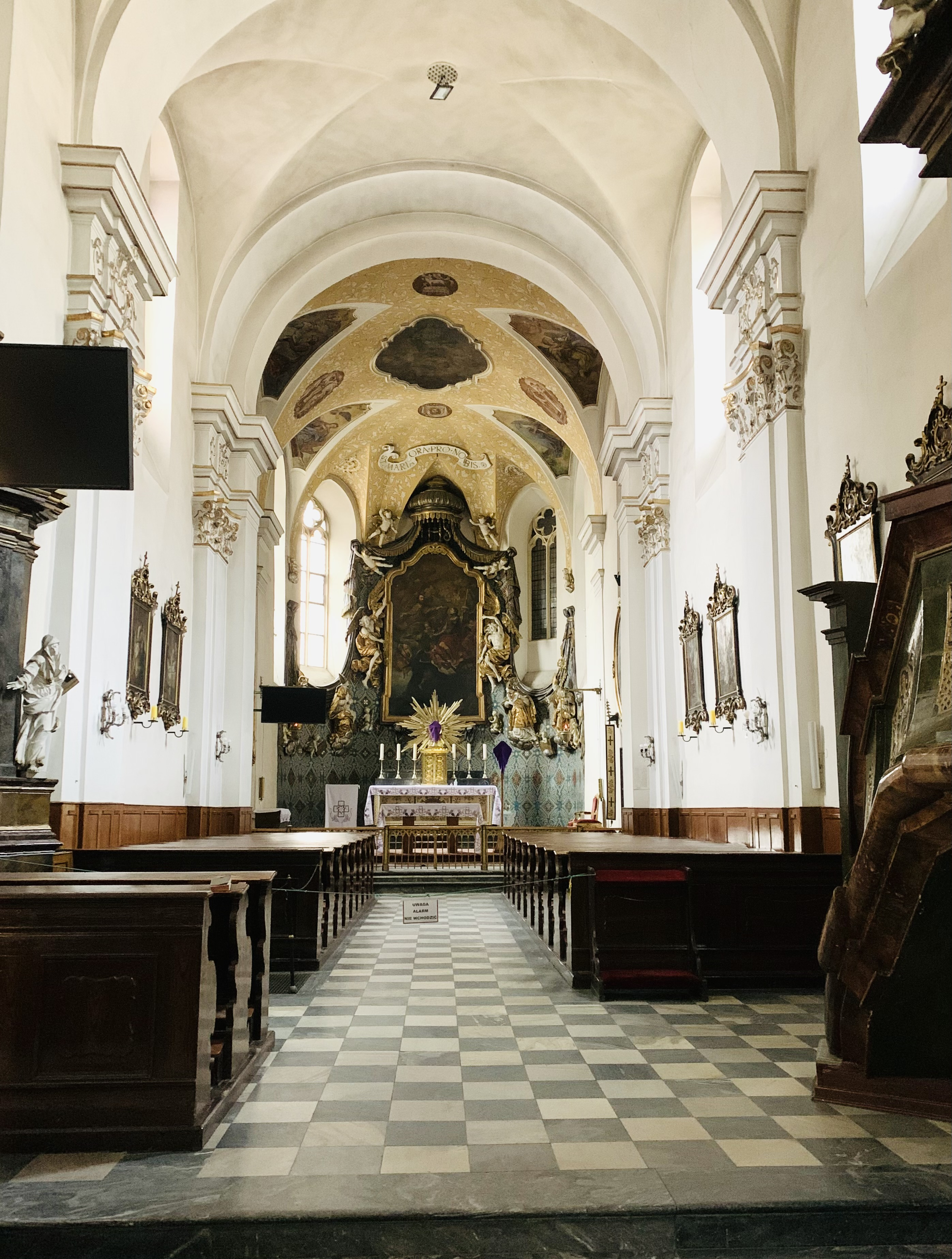
Nawa główna
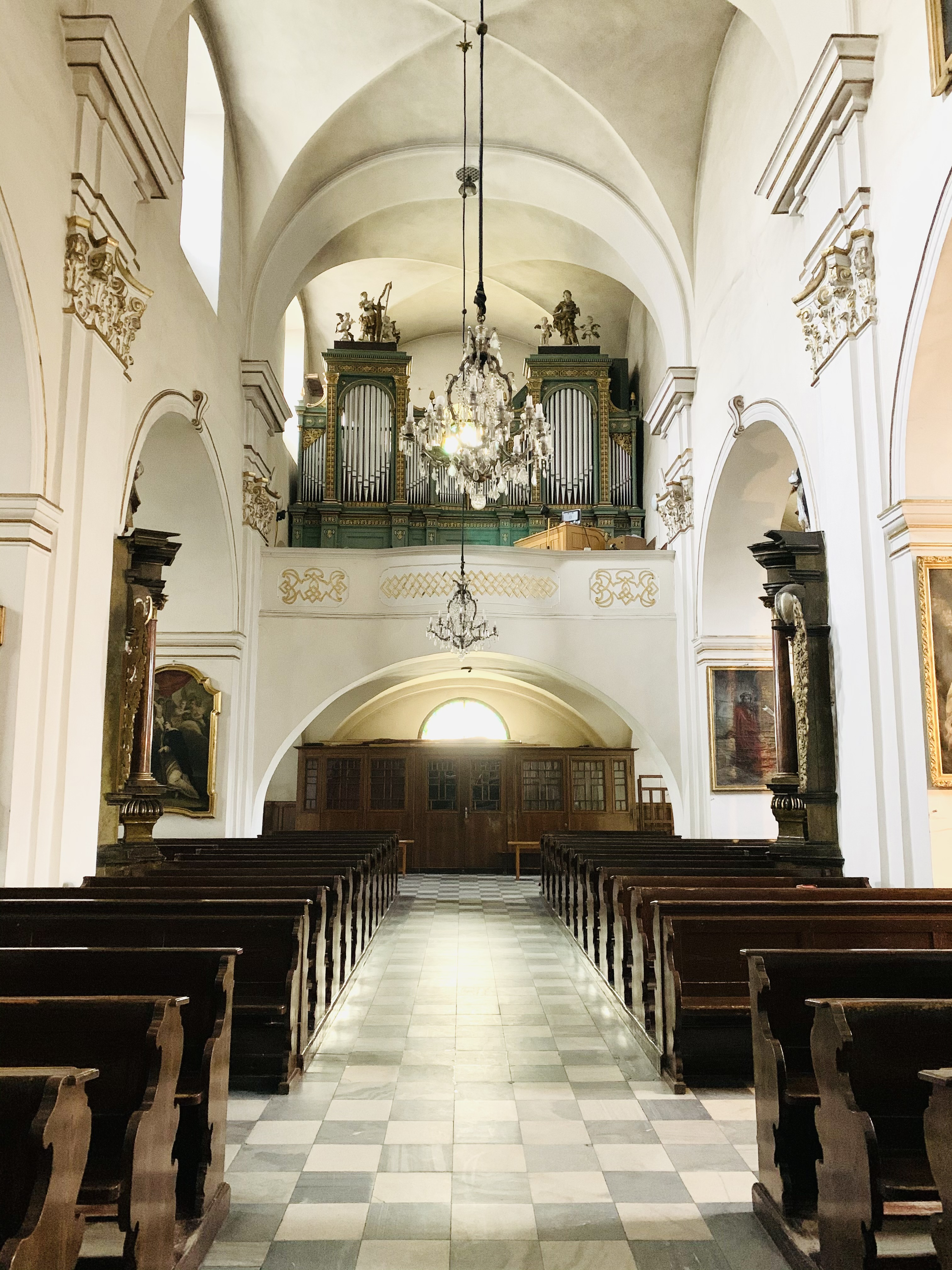
Chór
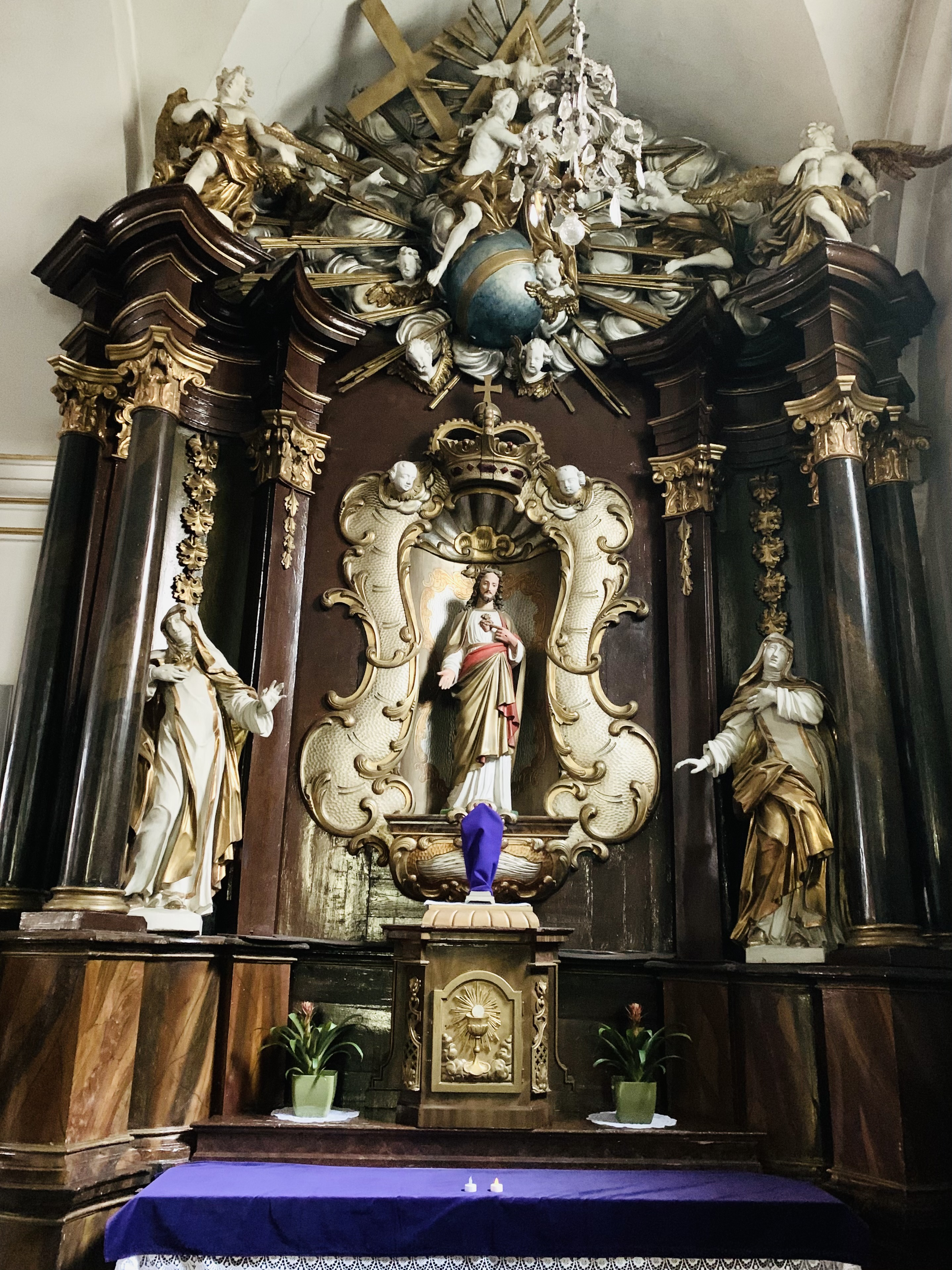
Ołtarz boczny